# Ferrovia del Qingzang
La linea ferroviaria Pechino-Lhasa, nota anche con il nome di Linea del Qinghai-Tibet, Treno del Cielo o Tibet Express (cinese: 青藏鐵路T, 青藏铁路S, Qīngzàng TiělùP; tibetano: མཚོ་བོད་ལྕགས་ལམ།, mtsho bod lcags lamW) è una linea ferroviaria che collega Xining, capitale della provincia cinese del Qinghai, con Lhasa, capitale del Tibet. In tutto la linea serve 44 stazioni e può essere percorsa da otto treni contemporaneamente.
La tratta finale della ferrovia, da Golmud a Lhasa è stata inaugurata il 1º luglio 2006.

## Descrizione
L'idea della ferrovia nacque da Mao Zedong, che intraprese alla fine degli anni cinquanta la costruzione del "Treno dei Cieli", ma che, a causa dei costi e dei problemi tecnici derivanti dal suolo impervio delle montagne himalayane, dovette abbandonare l'impresa limitandosi al tratto tra Xining e Golmud (815 km), concluso nel 1984, e il collegamento di Xining con Pechino. La Ferrovia del Tibet è la prima e unica ferrovia che collega il Tibet alle altre città cinesi.
La seconda tratta, quella più ostica, di 1.140 km è stata cominciata nel 2001 e terminata nel 2006.
Essa è attraversata da treni speciali, con carrozze pressurizzate come negli aeroplani e dotate inoltre di bombole d'ossigeno e protezione contro i raggi UV, dato che l'80% della ferrovia è collocato a un'altitudine di oltre 4.000 m sul livello del mare.
La Golmud-Lhasa, infatti, è la strada ferrata più alta del mondo, poiché raggiunge il livello record di 5.072 m sul livello del mare (presso il Passo di Tanggula, sede della più alta stazione al mondo), superando anche il record di altitudine, pari a 4.800  m, della ferrovia andina Lima-Huancayo, ora non più in funzione.
I binari collegano le due città secondo un percorso lungo 4.200 km, che garantiscono il record per la maggiore distanza coperta da una singola tratta: nonostante la Transiberiana con i suoi 9.200 km sia complessivamente più lunga, non ha tratte superiori ai 2.000 km.
Lunghi tratti della colossale opera sono adagiati su permafrost, cioè su suoli permanentemente ghiacciati, spesso con temperature di decine di gradi sottozero (-45°).
Sono stati scavati 7 trafori (tra cui il Tunnel Fenghuoshan, la galleria posta alla maggiore altezza al mondo, un tunnel di 1.338 metri a 4.905 metri di altezza) e 286 ponti per consentire l'attraversamento delle montagne tibetane.
Sono utilizzati 361 vagoni di cui 61 destinati ai turisti, con ampie vetrate panoramiche.
Si tratta di speciali treni diesel, che coprono l'intera tratta in circa 47 ore ad una velocità massima compresa tra i 100 e i 120 km/h.

## Caratteristiche

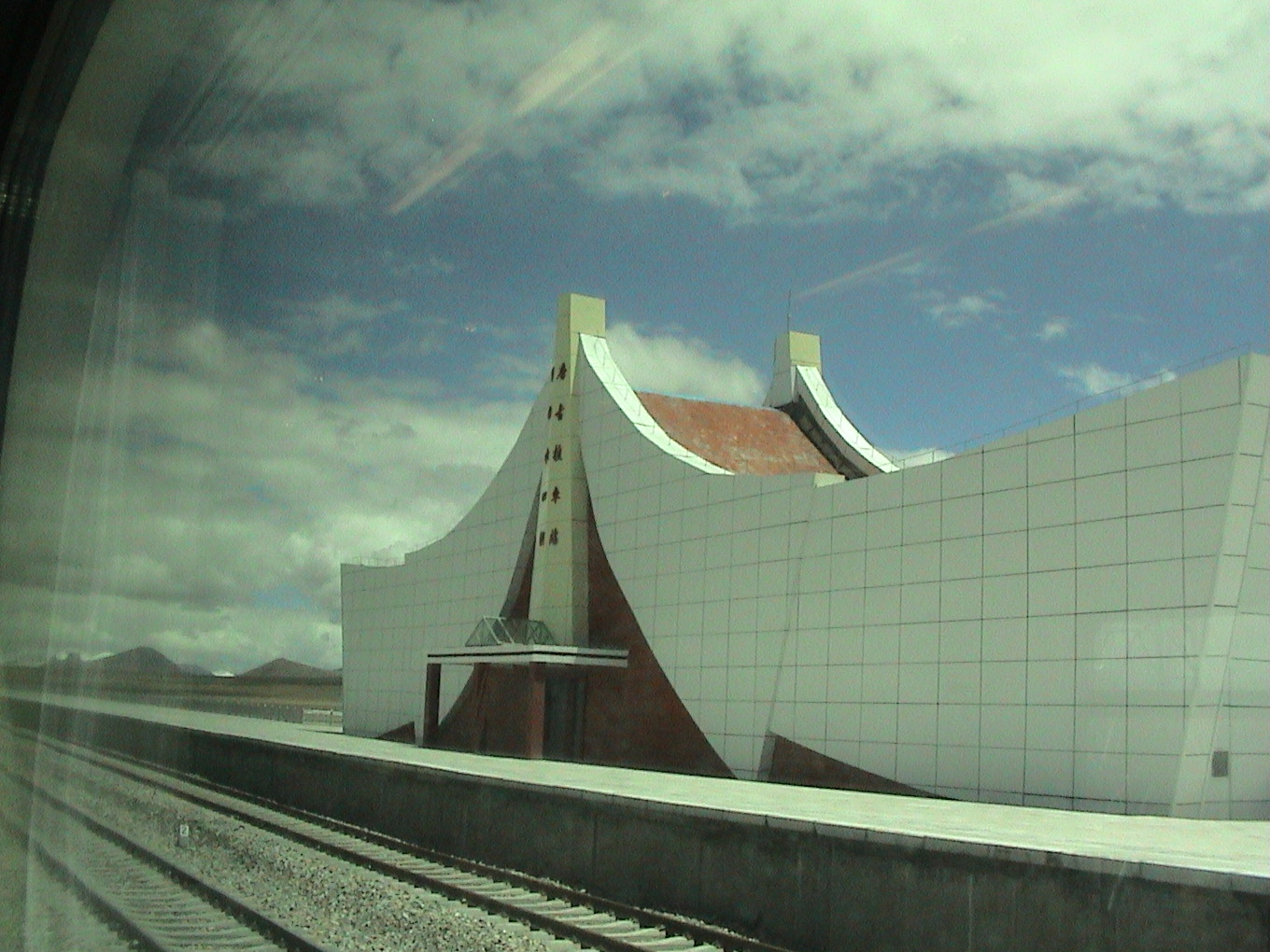
La stazione di Tanggula, a, è la più alta del mondo

Questa parte del percorso è oggi caratterizzata dall'avere l'80% del percorso a quota superiore ai 4000 metri, per una distanza complessiva di 960 km di ferrovia in alta quota. La tratta comprende anche 160 km su 675 ponti, necessari per sorpassare i numerosi fiumi e torrenti che provengono dai monti.
Oltre il 50% della tratta non poggia su normale massicciata, ma direttamente sul terreno che data la temperatura minima invernale di 45° sotto lo zero è permanentemente ghiacciato (permafrost). Questa scelta, effettuata per limitare i costi di impianto e la necessità di infrastrutture, ha però creato altri problemi, dato che d'estate lo strato superiore del permafrost si ammorbidisce, compromettendo la stabilità dei binari. Per questo le rotaie sono state leggermente sopraelevate e sono stati posti nel terreno tubi dove nei periodi meno freddi viene fatto circolare azoto liquido, a scopo refrigerante. Inoltre si è dovuto intervenire su parte dei terrapieni in permafrost applicando schermi metallici riflettenti o coperture in pietre (per diminuire l'assorbimento di radiazioni luminose) e inserendo tubi in calcestruzzo in grado di favorire l'evacuazione del calore.
Queste soluzioni si sono rivelate molto costose, e non pienamente efficaci, tanto che sono già in studio alcune significative modifiche per fronteggiare il previsto aumento di temperatura globale dei prossimi decenni. Inoltre, i tunnel di sottopassaggio costruiti sotto la linea per favorire le migrazioni di animali si sono dimostrati inefficaci, e non sono rare soste di diverse ore per consentire il passaggio di mandrie di antilopi tibetane. La presenza della ferrovia è vista come una minaccia per questa specie in via di estinzione, dato che si prevede porti un aumento della caccia e che stia emergendo un cambiamento nelle abitudini migratorie delle comunità di esemplari rimasti.

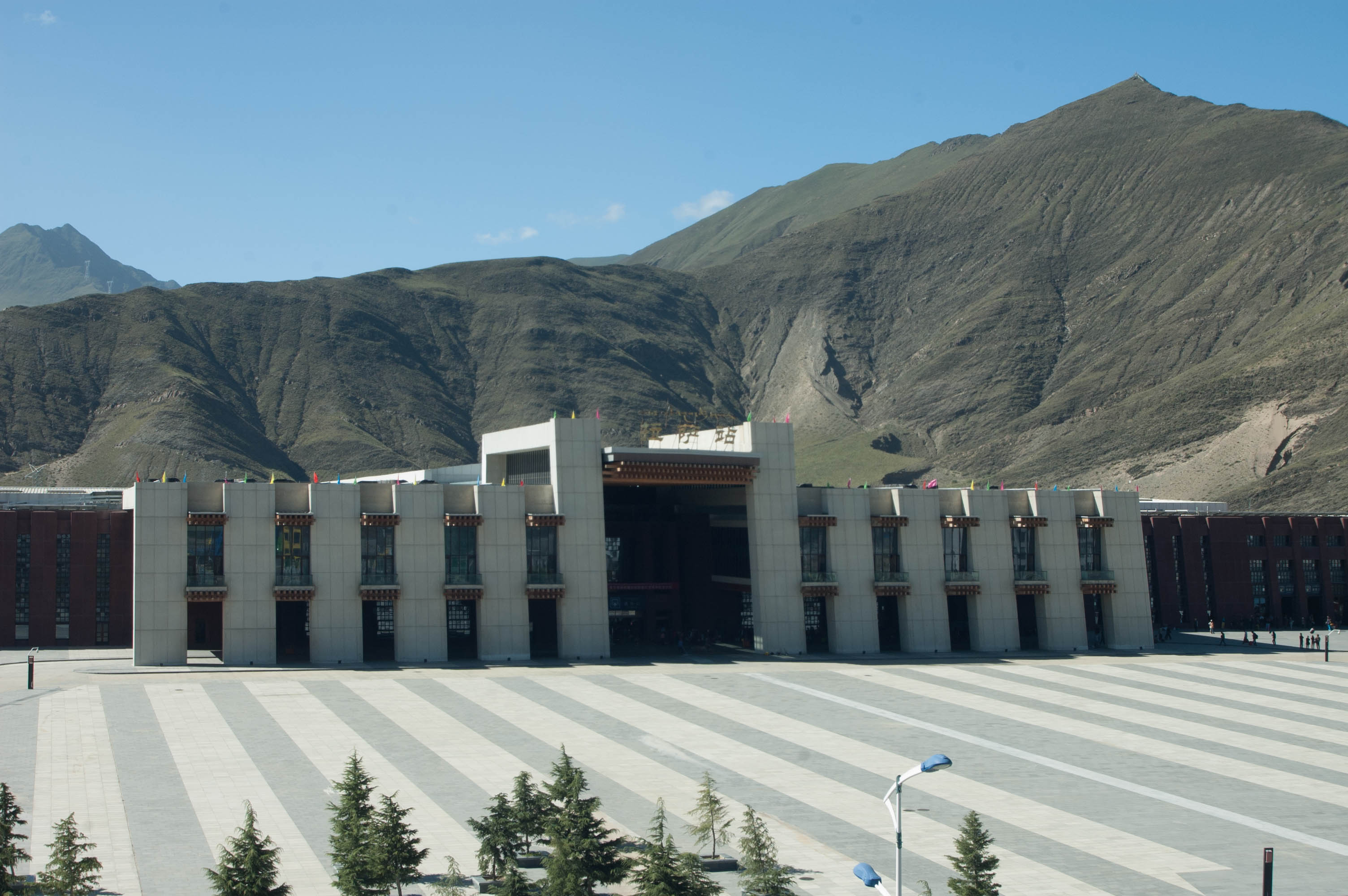
Stazione di Lhasa

L'intera tratta si trova su zona fortemente sismica, specie nella zona del Kunlun, per cui è controllata da una rete di centraline in grado di bloccare il transito in caso di scosse.

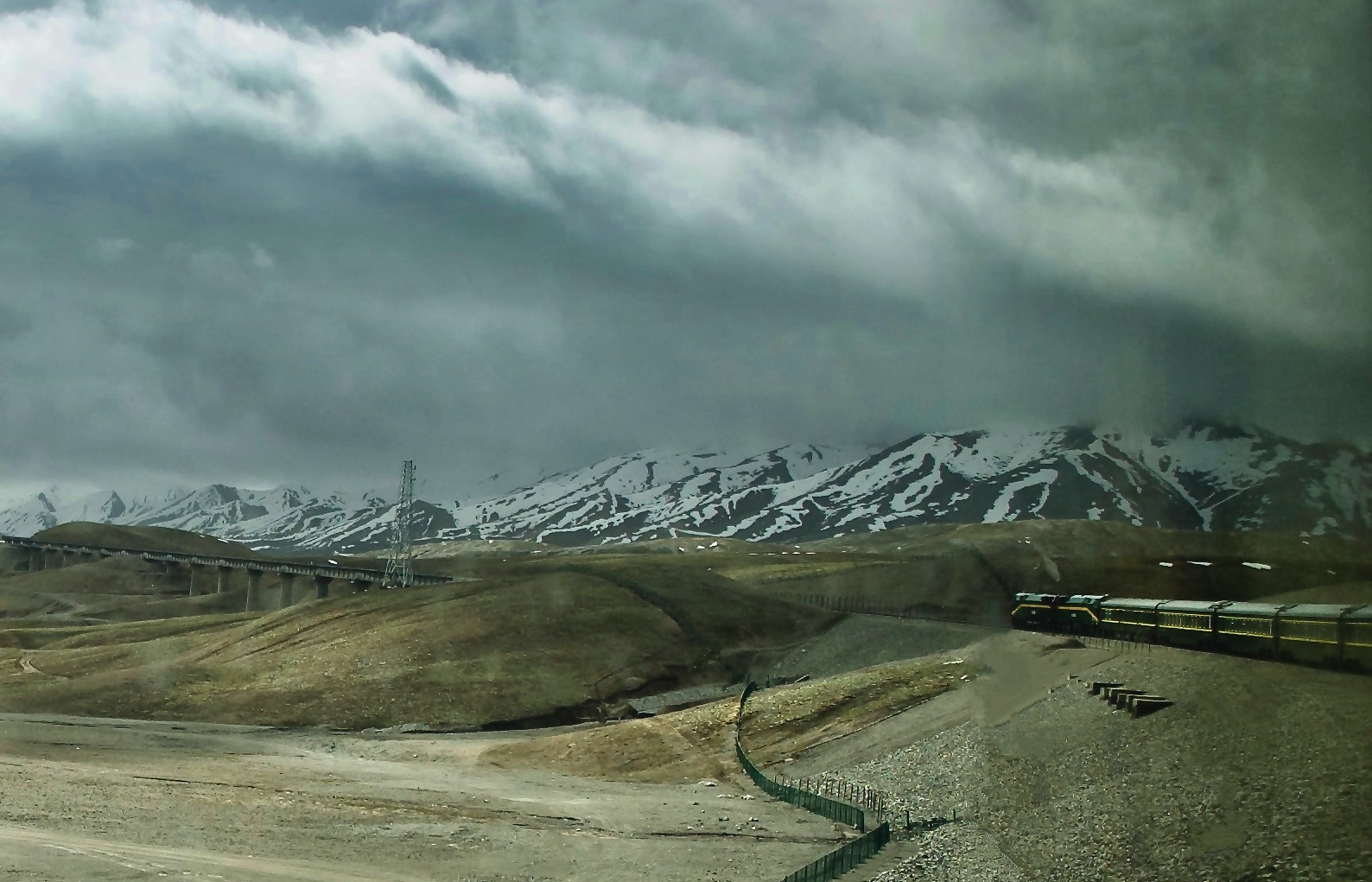
Il treno Xining - Lhasa al mattino presto in Tibet

Secondo le fonti ufficiali la costruzione della linea non ha causato alcun incidente sul lavoro, né con vittime né con feriti.
Il presidente cinese Hu Jintao ha presentato l'opera come un trionfo, che avrebbe consolidato l'"unità nazionale" (un rimando alla questione della Grande rivoluzione culturale e all'invasione del Tibet).
Molti esperti, oltre che ambientalisti, hanno criticato l'opera, poiché si prevede porterà in futuro ad un incremento dell'urbanizzazione nella città di Lhasa, che da un decennio si sta trasformando in una vera e propria metropoli posta però in un ecosistema complessivamente molto fragile. Questo ha anche complesse implicazioni politiche, in quanto si prevede che la facilità di accesso alla città in espansione offerta agli emigranti di Shanghai, Pechino e Canton trasformerà rapidamente la popolazione tibetana in una semplice minoranza etnica, suggellando di fatto l'inclusione del Tibet nei confini della Repubblica Cinese.

## Percorso
| Unknown route-map component "vCONTg" |

| Unknown route-map component "SPLe" |

| Station on track |

| Station on track |

| Station on track |

| Station on track |

| Station on track |

| Station on track |

| Station on track |

| Station on track |

| Station on track |

| Station on track |

| Station on track |

| Station on track |

| Station on track |

| Station on track |

| Station on track |

| Station on track |

| Station on track |

| Station on track |

| Station on track |

| Station on track |

| Station on track |

| Station on track |

| Station on track |

| Station on track |

| Station on track |

| Station on track |

| Station on track |

| Station on track |

| Station on track |

| Station on track |

| Station on track |

| Station on track |

| Station on track |

| Station on track |

| Station on track |

| Station on track |

| Station on track |

| Station on track |

| Station on track |

| Station on track |

| Station on track |

| Station on track |

| Station on track |

| Station on track |

| Unknown route-map component "CONTgq" | Unknown route-map component "ABZgr" |  |

| Station on track |

| Station on track |

| Station on track |

| Station on track |

| Station on track |

| Station on track |

| Station on track |

| Station on track |

| Station on track |

| Station on track |

| Station on track |

| Station on track |

| Station on track |

| Station on track |

| Station on track |

| Station on track |

| Station on track |

| Station on track |

| Station on track |

| Station on track |

| Station on track |

| Station on track |

| Station on track |

| Station on track |

| Station on track |

| Station on track |

| Station on track |

| Station on track |

| Station on track |

| Station on track |

| Station on track |

| Station on track |

| Station on track |

| Station on track |

| Station on track |

| Station on track |

| Station on track |

| Station on track |

| Station on track |

| Station on track |

| Station on track |

| Station on track |

| Station on track |

| Station on track |

| Station on track |

| Station on track |

| End station |

| Controllo di autorità | VIAF (EN) 143290662 · LCCN (EN) n2007078280 · J9U (EN, HE) 987008682287205171 |